# John Ronald Shafto Adair
John Ronald Shafto "Ron" Adair OBE (22 de Maio de 1893 – 27 de junho de 1960) foi um aviador australiano, oficial do exército e homem de negócios. Em reconhecimento pelo seu serviço à aviação, Adair foi nomeado Oficial da Ordem do Império Britânico, em 1955.